# Mohill
Mohill (iriska: Maothail) är ett samhälle i Leitrim i Republiken Irland. Samhället ligger i den södra delen av grevskapet, norr om Irlands högland. Staden Carrick-on-Shannon ligger omkring 16 kilometer härifrån.
År 2002 hade samhället 786 invånare samt 1 328 i det intilliggande området.